# (195) Eurykleia
(195) Eurykleia – planetoida z pasa głównego asteroid okrążająca Słońce w ciągu 4 lat i 326 dni w średniej odległości 2,88 j.a. Została odkryta 19 kwietnia 1879 roku w Austrian Naval Observatory (Pula, półwysep Istria) przez Johanna Palisę. Nazwa planetoidy pochodzi od Euryklei, piastunki Odyseusza w mitologii greckiej.